# Deïma
La Deïma (en russe : Дейма ; en allemand : Deime ; en lituanien : Deimena) est une rivière de Russie qui coule dans l'oblast de Kaliningrad.

## Géographie
La Deïma est un défluent de la Pregolia qui s'en détache à Gvardeïsk et qui, après avoir arrosé la ville de Polessk, se jette dans la lagune de Courlande. Le canal de Polessk relie la Deïma au fleuve Niémen.